# Presidente de la Junta General del Principado de Asturias
El presidente de la Junta General del Principado de Asturias es la máxima autoridad de la Junta General del Principado de Asturias, el órgano unicameral que representa a todos los ciudadanos de la comunidad autónoma de Asturias. El presidente del Parlamento es elegido por la propia cámara de entre sus miembros que no pueden ser, en ningún caso, miembros del Consejo de Gobierno ni Presidente del mismo.

## Funciones
El Presidente es la figura de mayor autoridad en la Cámara y tiene las siguienetes funciones:
- Garantizar el correcto desarrollo de las actividades parlamentarias.
- En colaboración con la Junta de Portavoces, establecer la agenda de las sesiones del Pleno.
- Presidir la Mesa, la Junta de Portavoces, la Comisión de Reglamento, la Diputación Permanente y el Pleno de la Cámara.
- Dirigir los debates y mantener el orden durante los mismos, aplicando e interpretando el Reglamento y cubriendo cualquier vacío que este pudiera tener.
- Asegurar el orden en el recinto parlamentario y en todas sus áreas asociadas.
- Con los demás miembros de la Mesa, se encarga de la administración interna de la Cámara.